# Hoe: Walpurgis Night
Hoe: Walpurgis Night (kor. 回:Walpurgis Night) – trzeci koreański album studyjny południowokoreańskiej grupy GFriend, wydany 9 listopada 2020 roku przez wytwórnię Source Music i dystrybuowany przez Kakao M. Głównym singlem jest „Mago”. Wydawnictwo jest trzecią i ostatnią częścią serii Hoe (kor. 回). Sprzedał się w nakładzie 65 684 egzemplarzy w Korei Południowej (stan na grudzień 2020).

## Wydanie fizyczne
Album Hoe: Walpurgis Night został wydany w trzech wersjach fizycznych: „My Room”, „My Way” i „My Girls”.

## Lista utworów
| CD  | CD                                                                                    | CD | CD                                        | CD      |
| Nr  | Tytuł utworu                                                                          | Tekst i muzyka | Producent                                 | Długość |
| --- | ------------------------------------------------------------------------------------- | --- | ----------------------------------------- | ------- |
| 1.  | „MAGO”                                                                                | FRANTS, "hitman" bang, Kyler Niko, Paulina Cerrilla, Eunha, Cho Yoon-kyung, Yuju, Alice Vicious, Cazzi Opeia, Ellen Berg, JADED JANE, Noisy Citizen, Justin Reinstein, JJean, Umji                        | FRANTS                                    | 3:19    |
| 2.  | „Love Spell”                                                                          | FRANTS, Maria Marcus, "hitman" bang, Misung (VoidheaD), ZNEE (Flying Lab) | FRANTS                                    | 3:08    |
| 3.  | „Three Of Cups”                                                                       | Noh Joo-hwan, Lee Won-jong, Kim Jung-woo, Mayu Wakisaka | Noh Joo-hwan, Lee Won-jong                | 3:28    |
| 4.  | „GRWM”                                                                                | Son Young-jin (MosPick), Yeahnice (MosPick), Ferdy (MosPick), JayJay (MosPick) | MosPick                                   | 3:30    |
| 5.  | „Secret Diary” (wyk. Yerin i SinB)                                                    | Noh Joo-hwanWoong KimAndreas ÖbergSimon PetrénYerinSinB | Noh Joo-hwan                              | 3:13    |
| 6.  | „Better Me” (wyk. Sowon i Umji)                                                       | SCORE (13), MEGATONE (13), LUKE (13), Umji, Sowon | 13                                        | 3:01    |
| 7.  | „Night Drive” (wyk. Eunha i Yuju)                                                     | Noh Joo-hwan, Yuju, Eunha | Noh Joo-hwan                              | 3:27    |
| 8.  | „Apple”                                                                               | FRANTS, Pdogg"hitman" bang, Hwang Hyun (MonoTree), Eunha, Hannah Robinson, Richard Phillips, Alex Nese, Chendy, Yuju, Noh Joo-hwan, Kim Jin (Makeumine Works), Gu Yeo-reum (Makeumine Works), Lee Seu-ran | FRANTS, Pdogg"hitman" bang                | 3:27    |
| 9.  | „Gyocharo (Crossroads)” (kor. 교차로 (Crossroads))                                    | Noh Joo-hwan, Lee Won-jong | Noh Joo-hwan, Lee Won-jong                | 3:23    |
| 10. | „Labyrinth”                                                                           | Noh Joo-hwan, "hitman" bang, Lee Won-jong, Kim Jung-woo, FRANTS, Sophia Pae, Carlos KADORA, Cho Yoon-kyung, Kim Yeon-seo                                                                                  | Noh Joo-hwan, "hitman" bang, Lee Won-jong | 3:21    |
| 11. | „Ammyeon-ui dwinmyeon-ui dwinmyeon” (kor. 앞면의 뒷면의 뒷면, ang. Wheel of the Year) | Hwang Hyun (MonoTree), Mayu Wakisaka | Hwang Hyun (MonoTree)                     | 3:48    |

## Notowania
| Lista                   | Pozycja |
| ----------------------- | ------- |
| Gaon Weekly Album Chart | 3       |
| Five Music (Tajwan)     | 2       |

## Nagrody w programach muzycznych
| Program                   | Data              | Źródło |
| ------------------------- | ----------------- | ------ |
| The Show (SBS MTV)        | 17 listopada 2020 | [ 6 ]  |
| Show Champion (MBC Music) | 18 listopada 2020 | [ 7 ]  |